# جرالد آساموا
گرالد آساموا (به آلمانی: Gerald Asamoah) بازیکن فوتبال اهل آلمان است که در پست هافبک و مهاجم بازی می‌کرد و از سال ۲۰۰۱ میلادی عضو تیم ملی فوتبال آلمان بوده‌است. وی در ۴۳ بازی ملی حضور داشته است و آخرین بازی ملی خود را در سال ۲۰۰۶ میلادی انجام داد. گرالد آساموا در بازی‌های ملی‌اش ۶ گل به ثمر رساند.